# Miconia magdalenae
Miconia magdalenae är en tvåhjärtbladig växtart som beskrevs av José Jéronimo Triana. Miconia magdalenae ingår i släktet Miconia och familjen Melastomataceae. Inga underarter finns listade i Catalogue of Life.